# Prieten imaginar

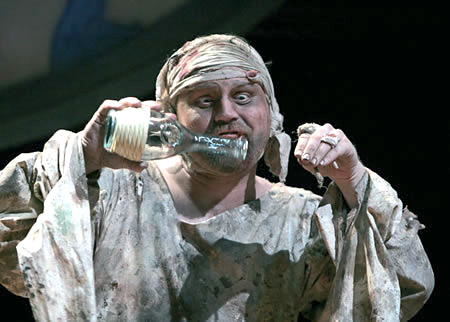
Caliban are o conversație cu prietenul său imaginar în spectacolul realizat de Folger Theatre cu piesa shakespeariană Furtuna.

Prietenul imaginar (cunoscut, de asemenea, sub numele de prieten invizibil) reprezintă un fenomen social și psihologic în care o prietenie sau o altă relație interpersonală are loc mai degrabă în imaginație decât în planul realității fizice exterioare. Deși aceștia pot părea foarte reali creatorilor lor, copiii înțeleg, de obicei, că prietenii lor imaginari nu sunt reali. Primul studiu cu privire la prietenii imaginari este considerat a fi fost elaborat în anii 1890. Există puține informații cu privire la modul de apariție și evoluție a prietenilor imaginari la copii. Cu toate acestea, Klausen și Passman (2007) susțin că prietenii imaginari au fostdescriși inițial ca fiind creaturi supranaturale și spirite despre care se credea că încearcă să creeze legături între diferite persoane și viețile lor anterioare. Adulții din perioadele de început a istoriei omenirii aveau entități precum zei și îngeri păzitori, în timp ce scriitorii și artiștii aveau muze care îndeplineau rolul de prietene imaginare și le ofereau confort, îndrumare și inspirație în activitatea de creație. În cele din urmă fenomenul prietenilor imaginari a trecut la copii. Nu se știe perioada când copiii au început să aibă prieteni imaginari, dar este posibil ca fenomenul să fi apărut la mijlocul secolului al XX-lea, atunci când copilăria a început să fie considerată ca un moment important pentru joc și imaginație.

## Descriere
În unele studii, prietenii imaginari sunt descriși ca fiind copii care au un anumit caracter (imaginat de creatorii lor) sau obiecte sau jucării care sunt personificate. Cu toate acestea, unii psihologi definesc prietenul imaginar ca un personaj creat în mod separat. Prietenii imaginari pot fi oameni, dar ei pot, de asemenea, să ia forma unor alte personaje precum animale sau alte creații abstracte, cum ar fi fantome, monștri sau îngeri. Aceste personaje pot fi create în orice moment din timpul vieții, deși cultura occidentală sugerează că prezența acestora este acceptabilă mai ales în perioada copilăriei preșcolare și școlare.
Ei au adesea rol de îndrumători în relația cu copiii și dezvăluie, potrivit mai multor teorii psihologice, neliniștile, temerile, scopurile și perceperea lumii de către un copil. Aceștia sunt, potrivit unor copii, imposibil de distins fizic de oameni reali, în timp ce alții spun că își văd prietenii imaginari doar în mintea lor, iar alții nu-i pot vedea deloc, dar le pot simți prezența. Mai multe cercetări susțin că fetele sunt mai predispuse decât băieții să creeze prieteni imaginari. Cercetările anterioare susțineau că băieții sunt mai predispuși să participe la jocuri de fantezie și să includă teme de supereroi și aventuri în jocurile lor de fantezie, în timp ce fetele se joacă mai mult activități casnice. Odată ce copiii ajung la vârsta școlară, băieții și fetele pot deveni, de asemenea, prieteni imaginari. Cercetările au reiterat adesea faptul că nu există un anumit „tip” de copil, care creează un prieten imaginar.
Cercetările au arătat că prietenii imaginari reprezintă o parte formativă a copilăriei și chiar a vârstei adulte. Unii psihologi sugerează că prietenii imaginari sunt mai mult personaje fictive create de un autor. După cum afirmă Eileen Kennedy-Moore, „scriitorii de ficțiune adulți vorbesc adesea că personajele lor au o viață proprie, ceea ce poate fi un proces analog cu prietenii invizibili ai copiilor”. În plus, Marjorie Taylor și colegii săi au constatat că scriitori de ficțiune sunt mai predispuși să aibă prieteni imaginari decât copiii.
Este o diferență între prietenul imaginar obișnuit pe care mulți copii îi creează și prietenul imaginar tipic cazurilor clinice psihopatologice. Adesea atunci când are loc o tulburare psihologică și apare un prieten imaginar, creatorul lui consideră că acest prieten este real și el nu face distincție între real și imaginar.